# Orrön Energy
Orrön Energy, tidigare Lundin Energy, är ett svenskt börsnoterat energiföretag (på Nasdaq: ORRON), med vind- och vattenkraftstillgångar i Norden. Bolaget namnändrade efter det att Lundin Energy sålt sina olje- och gastillgångar till Aker BP 2022.
Orrön Energy förvärvade aktiemajoriteten i Slitevind AB i september 2022. Bolaget har sedan sommaren 2022 genomfört förvärv som ökat bolagets elproduktion, vilken beräknas till över 1,1 TWh från 2024.